# Кристоф I фон Шварценберг
Кристоф I фон Шварценберг (на немски: Christoph I zu Schwarzenberg; * 28 юли 1488, Лор ам Майн; † 9 януари 1538) е фрайхер на Шварценберг и Хоенландсберг (1528 – 1538), и господар на Вайерн, Траублинг и Егенхофен. Той основава Баварската линия на фамилията Шварценберг.

## Живот
Той е големият син на фрайхер Йохан фон Шварценберг (1463 – 1528) и съпругата му графиня Кунигунда фон Ринек (1469 – 1502), дъщеря на граф Филип II фон Ринек († 1497) и Анна фон Вертхайм-Бройберг († 1497). По-малкият му брат Фридрих фон Шварценберг (1498 – 1561) е фрайхер на Шварценберг-Хоенландсберг.
Баща му е приятел на Мартин Лутер.
Кристоф I отива в Бавария, става католик и получава служба при херцог Вилхелм IV Баварски († 1550). Той основава Баварската линия на фамилията Шварценберг.
Кристоф I фон Шварценберг умира на 9 януари 1538 г. на 49 години и е погребан в Мюнхен.

## Фамилия
Първи брак: на 12 май 1509 г. с графиня Ева фон Монфор-Тетнаг (* 9 ноември 1494; † 6 март или 26 март 1527, погребана в Мюнхен), дъщеря на граф Улрих VII фон Монфор-Тетнанг († 1520) и Магдалена фон Йотинген-Валерщайн († 1525). Тя умира на 32 години вероятно от усложнение при раждането на последната ѝ дъщеря Мария Кунигунда 1527 г. Те имат 14 деца:
- Мария Магдалена фон Шварценберг (* март 1510; † 1543), омъжена за граф Хуго XIV фон Монфорт-Тетнанг († 21 ноември 1564)
- Вилхелм фон Шварценберг (* 26 август 1511; † 11 януари 1552), женен за Мария фон Ек цу Рандек (* 1 октомври 1525; † 13 август 1570, Мюнхен)
- Ханс Улрих (1512 – 1512, Васербург)
- Ханс Кристоф (1513 – 1513, Мюнхен)
- Мария Якоба (* май 1515; † 1594)
- Ханс Еркингер (1517 – 1517)
- Анна Якоба (1519 – 1520)
- Себастиан фон Шварценберг (* май 1520; † 2 септември 1558), фрайхер на Шварценберг, женен за Барбара фон Фраунхофен († сл. 1545)
- Ханс Кристоф (* септември 1521; † 1 юни 1548)
- Лудвиг Ханс (* септември 1521; † 1521)
- Паул (* февруари 1523; † 16 юни 1557, Вюрцбург)
- Маргарета (1523 – 1523)
- Мария Салома (1525 – 1525, Мюнхен)
- Мария Кунигунда (1527 – 1527, Васербург)

Втори брак: на 1 януари 1528 г. със Схоластика Нотхафт фон Вернберг (* 28 март 1509; † 24 януари 1589), дъщеря на Каспар Нотхафт фон Вернберг († 1520) и Барбара фон Валдбург (* 1469). Те имат 6 деца, от които пораства само Ото Хайнрих:
- Анна Якоба (* 10 ноември 1528; † 30 декември 1528)
- Ханс Еркингер (* 31 юли 1531; † 7 септември 1531)
- Ханс Еркингер (* 10 март 1533; † 2 април 1533)
- Лудвиг Йохан (* 22 май 1534; † 2 юни 1534)
- Ото Хайнрих фон Шварценберг (* 15 ноември 1535; † 11 август 1590, Мюнхен), граф и господар на Шварценберг, господар на Хоенландсберг, Рандек и Винцер, женен I. на 10 ноември 1555 г. в Мюнхен за Елизабет фон Пухберг (* 1537; † 29 септември 1570), II. на 12 април 1571 г. за Катарина фон Фрундсберг (* 1530; † 27 април 1582), III. за Жаклина де Нойшател (* 1563; † 16 февруари 1622)
- Мария Йозефа